# Modul de elasticitate transversal

Deformare tangențială

În rezistența materialelor modulul de elasticitate transversal, G, este o măsură a deformațiilor elastice tangențiale ale unui material și este definit prin raportul dintre tensiunea tangențială și deformația specifică unghiulară:
{\displaystyle G\ {\stackrel {\mathrm {def} }{=}}\ {\frac {\tau }{\gamma }}={\frac {T/A}{\Delta x/l}}={\frac {Tl}{A\Delta x}}}
unde
{\displaystyle \tau =T/A\,} este tensiunea tangențială;
{\displaystyle T} este forța tăietoare;
{\displaystyle A} este secțiunea în care acționează forța tăietoare;
{\displaystyle \gamma } este deformația specifică unghiulară (lunecarea specifică),
în inginerie {\displaystyle \gamma =\Delta x/l=\tan \theta }, practic {\displaystyle =\theta } ;
{\displaystyle \Delta x} este deplasarea transversală (lunecarea);
{\displaystyle l} este lungimea inițială a zonei care va fi deformată.
| Material           | G [GPa] |
| ------------------ | ------- |
| Diamant            | 478,0   |
| Oțel               | 79,3    |
| Fier               | 52,5    |
| Cupru              | 44,7    |
| Titan              | 41,4    |
| Sticlă             | 26,2    |
| Aluminiu           | 25,5    |
| Polietilenă        | 0,117   |
| Cauciuc            | 0,0006  |
| Granit             | 24      |
| Șisturi cristaline | 1,6     |
| Calcar             | 24      |
| Cretă              | 3,2     |
| Gresie             | 0,4     |
| Lemn               | 4       |

Unitatea de măsură a modulului de elasticitate transversal în SI este pascalul (Pa), însă uzual el se exprimă în gigapascali (GPa). Dimensional este M1L−1T−2, prin înlocuirea forței cu produsul dintre masă și accelerație.

## Descriere
Modulul elasticitate transversal este una dintre mărimile care măsoară rigiditatea materialelor. Toate apar în legea lui Hooke generalizată:
- modulul de elasticitate longitudinal, E, descrie răspunsul la deformare al materialului la solicitarea axială în direcția acestei solicitări (cum ar fi tragerea de capetele unui fir sau punerea unei greutăți deasupra unei coloane, firul devine mai lung, iar coloana pierde din înălțime);
- modulul de elasticitate transversal, G, descrie răspunsul materialului la solicitarea de forfecare (cum ar fi tăierea lui cu un foarfece tocit);
- modulul de elasticitate cubică, K,[15][16] descrie răspunsul materialului la presiune hidrostatică;
- coeficientul lui Poisson, ν, descrie răspunsul materialului în direcțiile ortogonale pe această solicitare axială (firul devine mai subțire și coloana mai groasă).

Aceste module nu sunt independente, iar pentru materialele izotrope ele sunt legate prin relația
{\displaystyle E=2G(1+\nu )=3K(1-2\nu )}
Modulul de elasticitate transversal se referă la deformarea unui solid atunci când este supus unei forțe paralele cu una dintre suprafețele sale, în timp ce pe fața sa opusă este aplicată o forță opusă (cum ar fi forța de frecare). În cazul unui obiect în formă de prismă dreptunghiulară, acesta se va deforma într-un paralelipiped. Materialele anizotrope precum lemnul, hârtia și în principiu toate cristalele simple prezintă un răspuns diferit al materialului la tensiune sau deformare atunci când sunt testate în direcții diferite. În acest caz, poate fi necesar să se folosească forma tensorială a legii lui Hooke, cu toate constantele elastice în loc de a folosi o singură valoare, scalară.